# Guš Ecjon

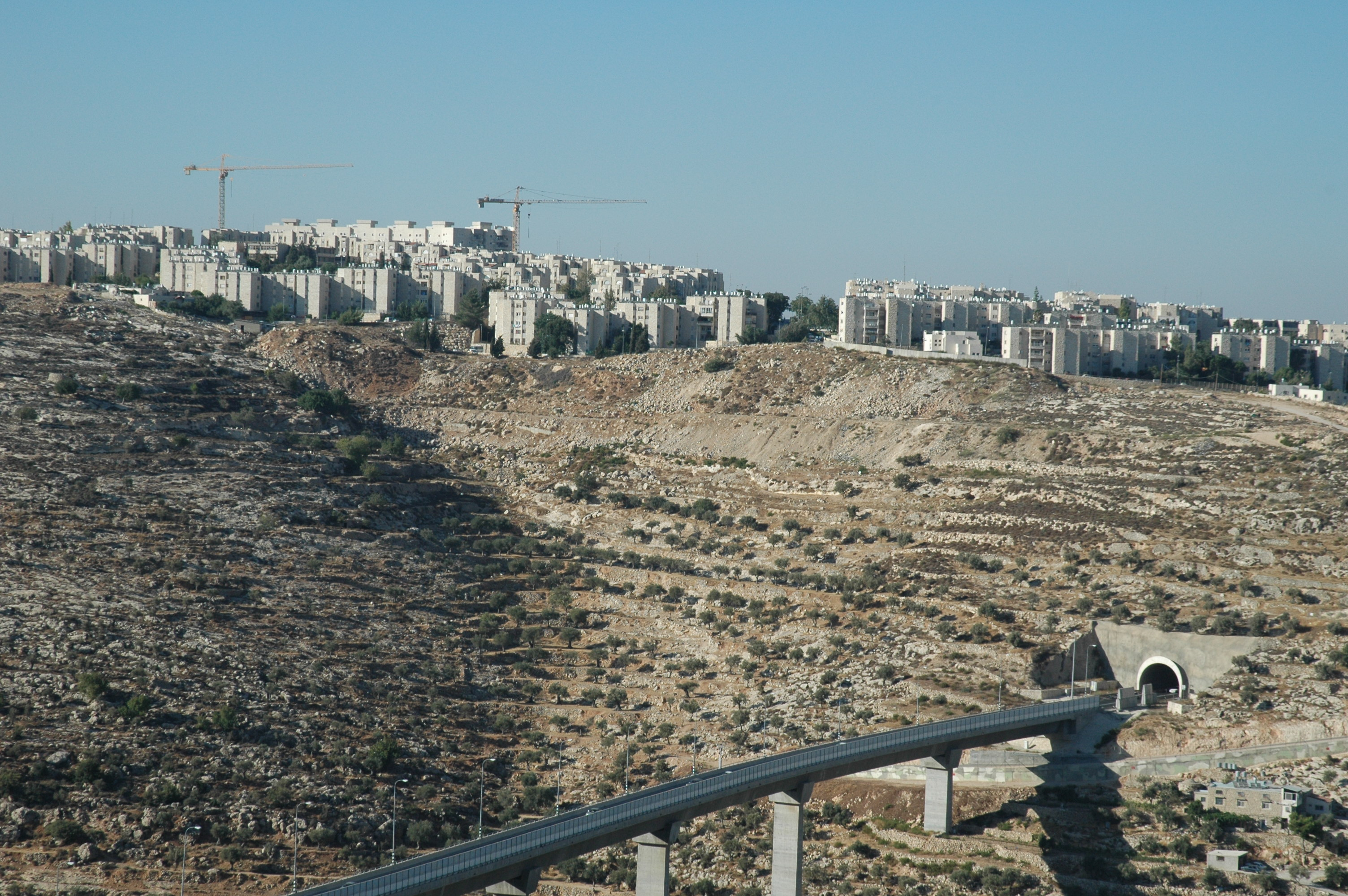
Tunel do Guš Ecjonu

Guš Ecjon (hebrejsky גוש עציון‎, doslova: „blok Ecjon“) bylo označení pro skupinu židovských osad založených ve 20. letech 20. století a nacházejících se jižně od Jeruzaléma, při severní části hory Hebron v Judeji, které byly zničeny během izraelské války za nezávislost. Guš Ecjon je rovněž označení pro skupinu izraelských osad založených po šestidenní válce v roce 1967 ve stejné oblasti, nyní na Západním břehu Jordánu a také oficiální název správního regionu oblastní rada Guš Ecion, který je součástí distriktu Judea a Samaří.

## Dějiny

### První pokusy
První moderní židovský pokus osídlit oblast, dnes známou jako Guš Ecjon, se uskutečnil v roce 1927 skupinou jemenských Židů, kteří zde, v návaznosti na biblické umístění, založili zemědělskou vesnici Migdal Eder (מגדל עדר‎). Pozemky byly zakoupeny zde, protože odsud bylo přibližně stejně daleko do Betléma i do Hebronu. Arabské nepokoje v roce 1929 však přinutily skupinu těchto osadníků vesnici opustit.
V roce 1935 poskytl židovský obchodník Šmuel Holcmann pomoc při opětovném osídlení této oblasti. První kibuc zde byl, na jeho poctu, pojmenován Kfar Ecjon (Ecjon je hebraizace jména Holcmann). Arabské povstání v Palestině v letech 1936–1939 zde však znemožnilo žít pokojný život a tak se zdejší obyvatelé v roce 1937 navrátili do Jeruzaléma.
Židovský národní fond zorganizoval v roce 1943 třetí pokus o osídlení této osady a prostřednictvím členů náboženského sionistického hnutí ha-Po'el ha-Mizrachi znovu založil Kfar Ecjon. Navzdory tvrdé půdě, nedostatku pitné vody, drsným zimám a neustálému nebezpečí arabských útoků však tato skupina uspěla. Jejich izolace byla uvolněna v roce 1945, kdy byly rovněž členy hnutí Mizrachi založeny kibucy Masu'ot Jicchak a Ejn Curim. Navzdory blížícímu se zápasu o izraelskou nezávislost, a jako projev solidarity, založila sekulární organizace ha-Šomer ha-ca'ir čtvrtý kibuc s názvem Revadim.

### Obléhání
29. listopadu 1947 byl OSN schválen plán na rozdělení Palestiny. Guš Ecjon připadl do oblasti, která měla náležet arabskému státu, ale velitelství Hagany se i přes tuto skutečnost rozhodlo neevakuovat blok. Arabské nepřátelství začalo téměř okamžitě a cestování do Jeruzaléma se stalo nesmírně obtížným. Po pět měsíců byl blok obléhán; nejprve arabskými dobrovolníky, posléze jordánskou Arabskou legií. Během zimy se projevy nepřátelství zintenzivnily a několik konvojů Hagany, které přivážely pomoc z Jeruzaléma, Arabové zničili ze zálohy. V lednu byly za britské asistence evakuovány ženy a děti. Mimořádný konvoj s posilami, který se do Guš Ecjonu pokusil dostat pod rouškou tmy byl odhalen a všichni byli zabiti. V Guš Ecjonu nebyl dostatek zásob. Jediná pomoc mohla přicházet prostřednictvím leteckých balíků, které byly shazovány z letounů Piper Cub, které startovaly v Tel Avivu.
27. března bylo pozemní spojení s jišuvem kompletně přerušeno, když byl konvoj Neve Danijel nucen navrátit se zpátky do Jeruzaléma. V následujících měsících pokračovaly arabské nepravidelné síly v malých útocích proti Guš Ecjonu, které však Hagana úspěšně odrážela. V tomto období se dokonce židovským jednotkám podařilo přepadnout ze zálohy arabský vojenský konvoj (a podle Morrise také arabskou civilní dopravu a britský vojenský konvoj) na cestě mezi Jeruzalémem a Hebronem. Obránci Guš Ecjonu a centrální velitelství v Jeruzalémě odmítli evakuaci a přestože měli pouze málo zbraní, bylo rozhodnuto, že toto strategické místo a jediná židovská pozice na jižním přístupu od Hebronu k Jeruzalému, musí být udržena.
12. května požádal velitel Kfar Ecjonu centrální velitelství v Jeruzalémě o možnost opustit kibuc, ale bylo mu řečeno, aby zůstal. Později téhož dne Arabové zajali ruský ortodoxní klášter, který Hagana používala jako hraniční pevnost pro oblast Kfar Ecjonu, při čemž zabili 24 z jeho 32 obránců. 13. května zaútočily dvě arabské dělostřelecké brigády, lehké dělostřelectvo a místní nepravidelné síly ze dvou směrů. Během dne kibuc padl a arabské jednotky zmasakrovaly všechny obyvatele Kfar Ecjonu, jedno jestli se jednalo o vojáky nebo civilisty. Celkový počet obětí masakru se vyšplhal na 250. Pouze třem mužům a jedné dívce se podařilo uprchnout. Další den, tj. ve stejný den, kdy byla vyhlášena izraelská nezávislost, byli jiní tři přeživší z kibucu zajati Arabskou legií.

### Znovuvybudování

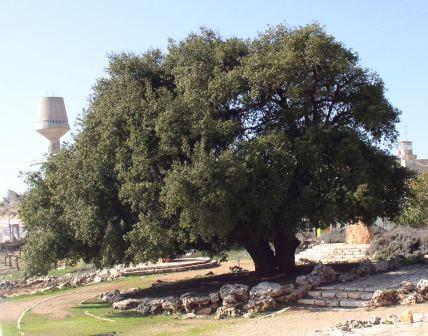
„Osamělý dub“

Od roku 1949 až do roku 1967 byl Guš Ecjon kontrolován Jordánskem. V tomto období nově založili přeživší z kibuců Masu'ot Jicchak, Ejn Curim a Revadim nové komunity v Izraeli, na západ od místa Guš Ecjon. Přeživší z Kfar Ecjonu nakonec založili poblíž Haify, v oblasti hory Karmel kibuc Nir Ecjon.
Během jordánské vlády nad Západním břehem a východním Jeruzalémem byly všechny židovské budovy zničeny a z tisíců pokácených stromů, které byly předtím vysázeny v Guš Ecjonu, přežil jediný, známý jako „osamělý dub.“ Teprve po 19 letech stanuli přeživší z Guš Ecjonu na bývalé izraelsko-jordánské hranici a uviděli tento strom.
V důsledku šestidenní války z roku 1967 získal Izrael kontrolu nad oblastí bývalého Guš Ecjonu. Ještě v roce 1967 sepsaly děti, které byly v lednu 1948 evakuovány, nyní však již dospělí, petici premiérovi Levi Eškolovi, aby jim umožnil znovu obnovit Kfar Ecjon. Od té doby Guš Ecjon neustále roste. Na místě kibucu Ein Curim a Revadim byla založena osada Roš Curim a drůbežárny osady Kfar Ecjon byly postaveny na místě, kde dříve stával kibuc Masu'ot Jicchak. V oblasti historického Guš Ecjonu bylo vybudováno mnoho osad a dvě města. Jeho jméno bylo nakonec použito pro pojmenování oblastní rady. Celkem přesahuje izraelská populace v této oblasti 4 tisíce obyvatel.